# Walby
Walby is een gehucht in het Engelse graafschap Cumbria. Het maakt deel uit van het district City of Carlisle. Een boerderij uit het begin van de negentiende eeuw staat op de Britse monumentenlijst. Een boerderij met speeltuin/klein attractiepark 'Walby Farm Park' bevindt zich ten zuiden van het gehucht, op de grens met Crosby-on-Eden.